# Jan Felicjan Owidzki
Jan Felicjan Owidzki (ur. 9 czerwca 1852 w Lubiejewie, zm. 1 czerwca 1913 w Warszawie) – polski malarz.

## Życiorys
Od 1868 był uczniem Wojciecha Gersona, a do 1874 prowadzonej przez niego Warszawskiej Klasy Rysunkowej. Ucząc się tam zaprzyjaźnił się z Józefem Chełmońskim, a z Leonem Wyczółkowskim wyjeżdżał na letnie plenery na Lubelszczyznę, Zagłębie Dąbrowskie i w okolice Sandomierza. W 1874 dzięki otrzymanemu z Towarzystwa Zachęty Sztuk Pięknych i funduszu Henryka Siemiradzkiego wyjechał na studia do Cesarskiej Akademii Sztuk Pięknych w Petersburgu, gdzie srebrnym medalem wyróżniono jego rysunek. Po roku opuścił Petersburg i razem z Leonem Wyczółkowskim i Antonim Adamem Piotrowskim wyjechał do Monachium i uczył się tam od 28 października 1875 na Akademii Sztuk Pięknych pod kierunkiem Alexandra Wagnera, Otton Seitza i Ferdinanda Bartha (zgłosił się do Naturklasse).  Pod koniec 1878 powrócił na stałe do Warszawy, od 1877 do końca twórczości uczestniczył w konkursach organizowanych przez Towarzystwo Zachęty Sztuk Pięknych. Każdego roku miesiące letnie artysta spędzał w Skrzanach koło Gostynina. Pogarszający się stan zdrowia spowodował, że w 1901 Jan Owidzki zamieszkał u krewnych w Falęcicach i przebywał tam do wiosny 1913. Zmarł 1 czerwca 1913 i spoczął na cmentarzu Powązkowskim w Warszawie (kwatera 169-2-5).

## Galeria

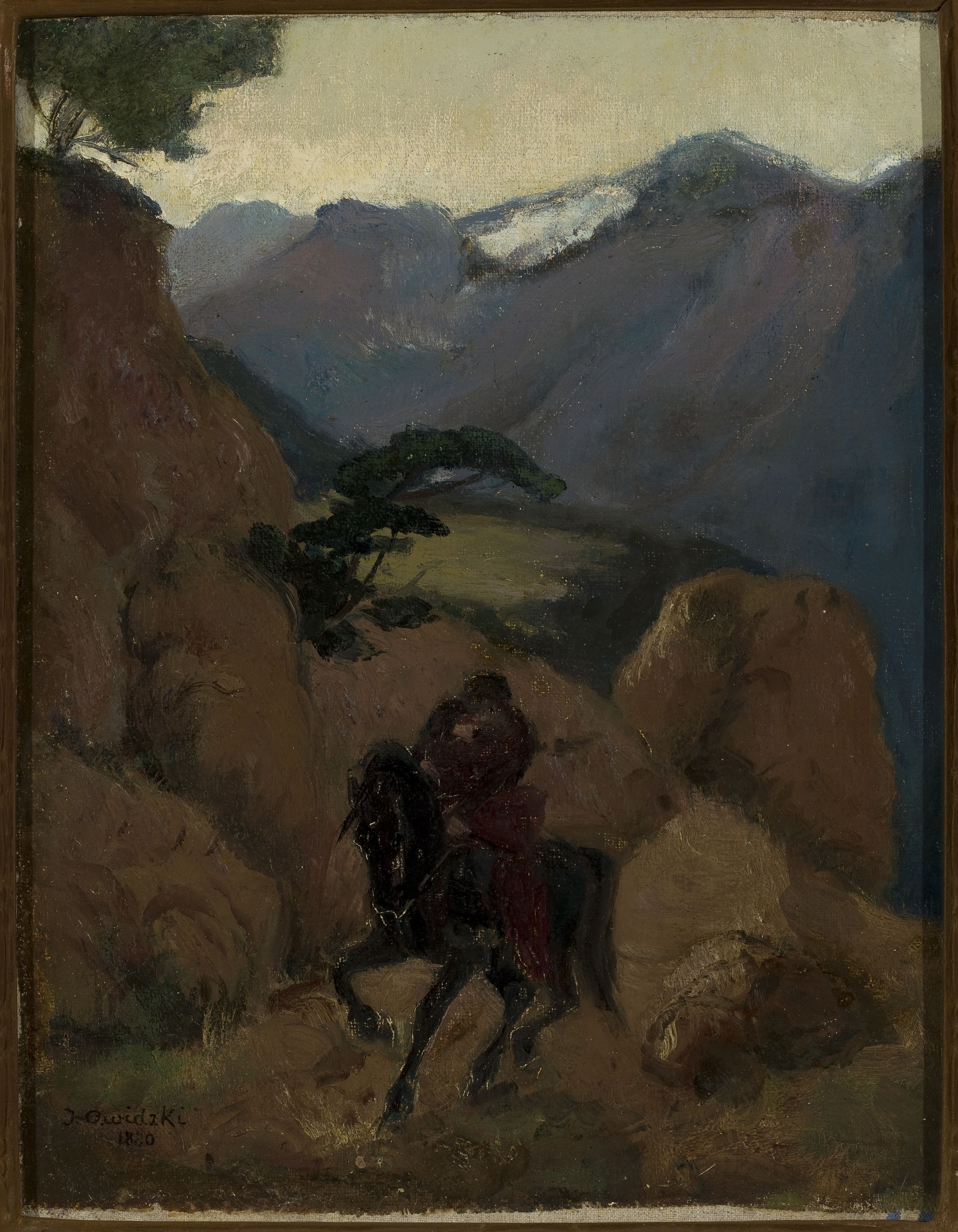
Scena porwania, 1880
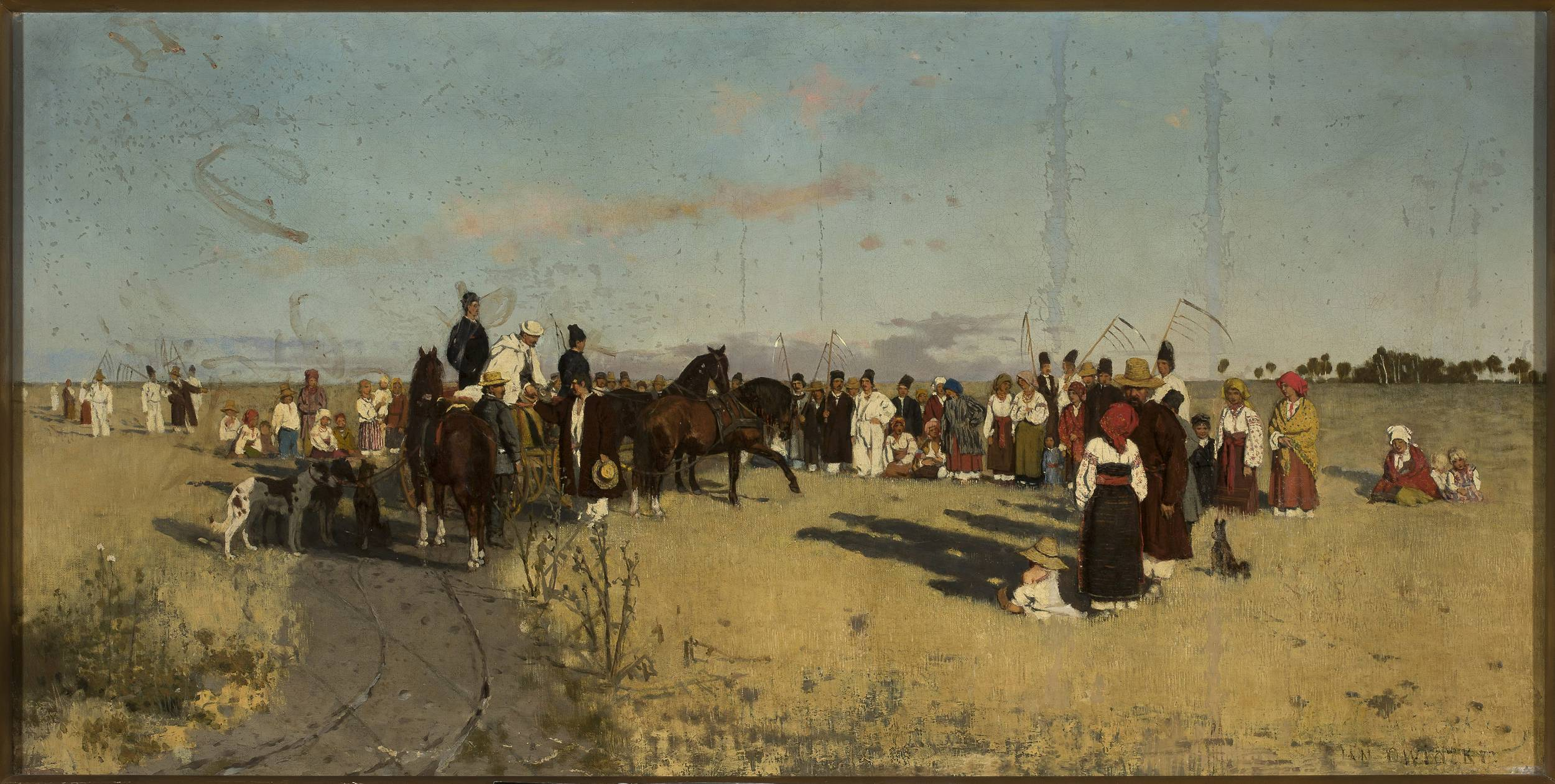
W polu
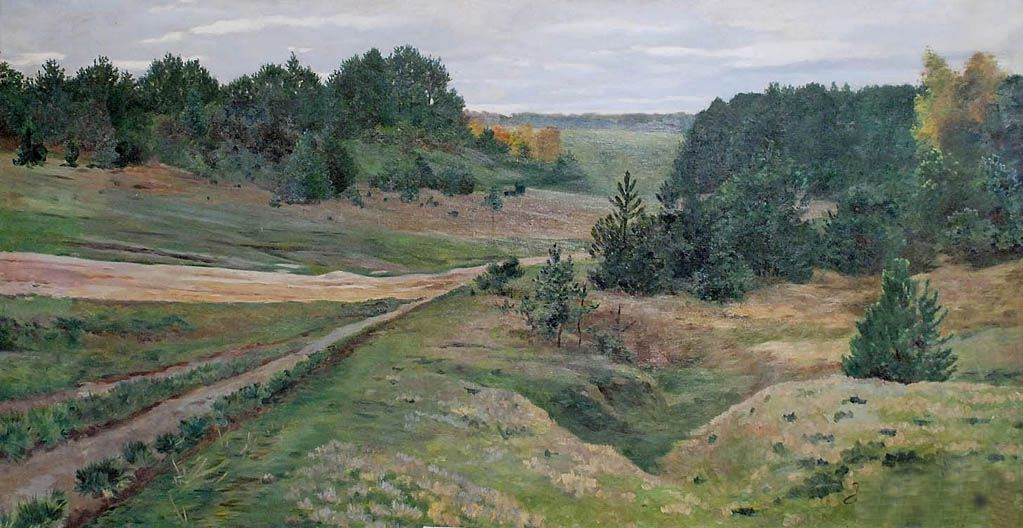
Pejzaż, 1901